# Mara Takla Hajmanot
Mara Takla Hajmanot ili jednostavnije Takla Hajmanot (ali i Mararah), bio je neguša negasta Etiopije i utemeljitelj Dinastije Zagaj u prvoj polovici 12. stoljeća ?.

## Životopis
Mara je rođen u pokrajini Lasta, koja je postala temelj njegove moći. Uspeo se do prijestolja, ženidbom s kćerkom posljednjeg kralja ostataka Kraljevstva Aksum - Dil Na'odom koji je vladao Lastom i bližom okolicom. Ubrzo je svrgnuo svog tasta i na taj način postao car Etiopije, tako su od njega nadalje Etiopijom vladali neguše negaste iz Dinastije Zagaj, odnosno prvaci plemena Agaw iz kojeg je i on bio.
Postoje brojne nejasnoće oko točnog vremena njegova vladanja, jer postoje dvije teorije o dužini vladanja dinastije Zagaj.
Po jednoj koja je raširenija,- Dinastija Zagaj vladala je 333-354 godina (11 vladara), po drugoj nešto manje popularnoj, oni su vladali samo 133-145 godina (5 vladara). Talijanski povjesničar Carlo Conti Rossini, drži da je kraća teorija točnija, tako je on izračunao da je kraj Dinastije Zagaj bio 1270. godine, a da se Mara Takla Hajmanot uspeo na vlast negdje oko 1137. godine. Kao dokaz za svoju tvrdnju uzima pismenu prepisku između aleksandrijskog patrijarha Ivana V. Aleksandijskog ( 1147. – 1166.) i nepoznatog etiopskog vladara, koji od njega traži novog Abunu za etiopsku crkvu jer mu je stari Abuna prestar. Po Rossiniju je stvarni razlog za traženje novog abune bio taj, što je on odbio prihvatiti Taklu Hajmanota kao cara.
Njegovo carstvo bilo je znatno manje od poznijeg Etiopskog Carstva vladara iz Salomonske dinastije, obuhvaćalo je samo Lastu, i dijelove Vaga, Tigraja, i vjerojatno sjever Bedžemdera.